# Zbór Kościoła Zielonoświątkowego „Betel” w Kętrzynie
Zbór Kościoła Zielonoświątkowego „Betel” w Kętrzynie – zbór Kościoła Zielonoświątkowego w RP w Kętrzynie, należący do okręgu północnego.
Zbór został założony w 1945 i wszedł w struktury Związku Chrześcijan Wiary Ewangelicznej. Jego pierwszym pastorem został Teodor Maksymowicz. Od 1953 zbór należał do Zjednoczonego Kościoła Ewangelicznego w PRL. Od 1978 roku siedziba zboru mieści się przy ul. Powstańców Warszawy 33.
Obecnym pastorem jest Arkadiusz Jurgiełajtis. W 2017 zbór liczył 112 wiernych, w tym 34 dzieci i 22 sympatyków.

## Historia

### Zbór Kościoła Chrześcijan Wiary Ewangelicznej
Pierwsza rodzina zielonoświątkowa zamieszkała w Kętrzynie 15 lipca 1945. Należący do niej Teodor Maksymowicz rozpoczął starania o powstanie w mieście zboru tego wyznania. We wrześniu tego samego roku nawiązał kontakt z Jerzym Sacewiczem, duchownym zboru Kościoła Chrystusowego w Olsztynie, który zostawił informację na drzwiach kaplicy baptystycznej. W efekcie został założony zbór skupiający członków Kościoła Chrześcijan Baptystów, Kościoła Chrystusowego i Związku Chrześcijan Wiary Ewangelicznej.
Na skutek decyzji władz Związku Chrześcijan Wiary Ewangelicznej, 17 listopada 1945 został powołany osobny zbór tego kościoła, na którego czele stanął Maksymowicz. Jego pierwsze nabożeństwo odbyło się w grudniu 1945 w kaplicy baptystów, z którymi prowadzona była ścisła współpraca - razem z tym zborem organizowano uroczystości takie jak chrzty, wspólne nabożeństwa, czy wizyty gości.
12 września 1946 zbór ZChWE wystąpił do władz z wnioskiem o przyznanie do jego użytku budynków przy ul. Powstańców Warszawy 33 i 33a, które uprzednio należały do Kościoła Nowoapostolskiego. W celu ochrony zabudowań przed dewastacją, Chrześcijanie Wiary Ewangelicznej otrzymali na to zgodę. W ten sposób pozyskali działkę z domem modlitwy, budynkiem mieszkalnym i gospodarczym. Obiekty były jednak uszkodzone w wyniku działań wojennych i przez wspólnotę prowadzone były długotrwałe prace remontowe.
W 1948 zbór obejmujący wiernych z terenu całego powiatu liczył ok. 250-280 wiernych, z których większość stanowili Mazurzy, a pozostałą część - przybyła tu ludność pochodząca zza Buga i z centralnej części kraju. Oprócz Kętrzyna, nabożeństwa prowadzono również w Staniewie, gdzie uczęszczali na nie członkowie kilku rodzin pochodzenia ukraińskiego. Odbywały się one także w kościele ewangelickim w Bezławkach, udział w nich brali też członkowie miejscowej parafii luterańskiej. Tłumaczone były one na język niemiecki. Środki finansowe potrzebne na działalność zboru pochodziły od kościołów z Anglii, Stanów Zjednoczonych i Szwecji. Udzielały one również pomocy materialnej i żywnościowej jego członkom.
W efekcie donosu jednego z wiernych, 17 marca 1948 pastor Maksymowicz został oskarżony o niemoralność i zawieszony, jednak już 13 sierpnia 1948 został uniewinniony.
16 sierpnia 1948 miał miejsce chrzest wiary dziewięciu osób. Uroczystość ta zgromadziła 150 osób na nabożeństwie, w tym gości ze Stanów Zjednoczonych, a także kolejnych 500 obserwujących. W tym czasie zbór obsługiwało poza Maksymowiczem czterech kaznodziejów, w tym Tomasz Paluch - członek zboru ChWE od 1949, uprzednio kaznodzieja baptystyczny.
W 1948 w Kętrzynie zostały wydane przetłumaczone z języka rosyjskiego przez Maksymowicza Zasady Wiary Kościoła Chrześcijan Wiary Ewangelicznej w Polsce. W tym samym roku zbór wydał śpiewnik o tytule Chwalebna Pieśń, który zawierał 512 utworów. W 1949 z funduszu Misji Wschodnio-Europejskiej pozyskano 80 000 złotych na wydanie 5000 kopii śpiewnika. Były to pierwsze powojenne i jedyne w tamtym czasie publikacje ewangeliczne.
Zbór prowadził szeroko zakrojoną działalność misyjną, w dniach 15-22 maja 1949 zorganizowano w mieście Dni Ewangelizacji. Powstały również zbory-córki w Biskupcu, Kandytach, Liwie, Olsztynku, Ostródzie, Szczytnie i Węgorzewie.
Na mocy Akcji „B” przeprowadzonej przez organy Ministerstwa Bezpieczeństwa Publicznego, w nocy z 19 na 20 września 1950 doszło do aresztowania pastora zboru Teodora Maksymowicza, którego uznano za szczególnie aktywnego wroga władzy ludowej i oskarżono o prowadzenie kampanii antyradzieckiej, posiadanie nielegalnych broszur i nieprzychylne wypowiedzi o władzy ludowej i spółdzielniach produkcyjnych. Podczas jego przebywania w więzieniu, funkcję pastora objął Tomasz Paluch. Uwięzienie dotychczasowego pastora spowodowało zahamowanie rozwoju zboru i spadek liczby wiernych uczęszczających na nabożeństwa. Maksymowicz został wypuszczony na wolność w 1953.

### Zbór Zjednoczonego Kościoła Ewangelicznego

#### Włączenie do Zjednoczonego Kościoła Ewangelicznego w PRL
W 1953 zbór wraz z całym Kościołem Chrześcijan Wiary Ewangelicznej stał się częścią Zjednoczonego Kościoła Ewangelicznego w Polskiej Rzeczypospolitej Ludowej, czego gorącym zwolennikiem był pastor Maksymowicz. W związku z pełnieniem przez niego ważnych funkcji w ogólnokrajowych strukturach zarządu kościoła (członek Prezydium Rady ZKE i prezbiter okręgowy województwa olsztyńskiego), na początku lat 60. XX wieku, wyjechał z rodziną do Brwinowa. Dalej pełnił funkcję przewodniczącego w zborze kętrzyńskim i opiekował się nim, lecz obowiązki te na miejscu wypełniał jego zastępca na stanowisku przewodniczącego, Henryk Jakubowski.
Nowym przewodniczącym zboru został w 1966 Józef Sikora. W tym okresie jednostka posiadała placówki filialne w Biskupcu, Giżycku, Gołdapi, Kandytach, Korszach i Węgorzewie, co czyniło ją najprężniej działającym zborem kościoła na terenie Mazur. Chrzty nowych członków odbywały się w kaplicy baptystów, w której dawna mykwa pełniła funkcję baptysterium.

#### Kryzys we wspólnocie i zahamowanie rozwoju
Końcem lat 60. XX wieku do zboru dotarły idee Ruchu Williama Branhama. W 1968 Józef Sikora, pracujący uprzednio na stanowisku kierownika podległej zborowi placówki w Biskupcu i opiekuna młodzieży, przyjął powtórny chrzest udzielony przez branhamistów. Propagował on nowe wyznanie na spotkaniach młodzieżowych i w tajemnicy ochrzcił kilkanaście osób, co spowodowało zainteresowanie się sprawą Sikory przez Radę Zjednoczonego Kościoła Ewangelicznego, która wzywała go na swoje posiedzenie i upominała, a 3 września 1969 uchwaliła wyłączanie ze struktur kościoła osób chrzczących i ochrzczonych powtórnie, którzy nie będą żałowali swojego postępku. 5 października 1969 w zborze w Kętrzynie odbyło się spotkanie z udziałem prezbitera okręgowego Teodora Maksymowicza, na którym postanowiono o skreśleniu Sikory z listy członków zboru, jednak jako technikowi budowlanemu pozwolono mu na pracę przy remoncie kaplicy na stanowisku przewodniczącego Komitetu Odbudowy.
Wyburzenie kamienicy sąsiadującej z budynkiem kaplicy spowodowało znaczne osłabienie jej konstrukcji i groźbę zawalenia obiektu. Prowadzono remont, na który pieniądze pozyskano z pożyczki udzielonej z kasy Zjednoczonego Kościoła Ewangelicznego. Planowano również dobudowę sali z kuchnią na parterze, a także mieszkania na piętrze. 15 października 1968 Józef Sikora zwrócił się do Prezydium Rady Kościoła o interwencję w Radzie Kościoła baptystów w celu użyczenia ich kaplicy do prowadzenia nabożeństw również przez zbór Chrześcijan Wiary Ewangelicznej, z uwagi na remont ich budynku.
10 lutego 1970 pod ciężarem śniegu budynek kaplicy zboru zawalił się, pozostała jedynie ściana frontowa. Jeszcze tego samego dnia Rada Zboru wysłała pismo do Prezydium ZKE z prośbą o pomoc w formalnościach związanych z pozwoleniem na odbudowę obiektu. Uzyskano je 25 listopada 1970 od Prezydium Wojewódzkiej Rady Narodowej w Olsztynie – Wydziału do Spraw Wyznań. 29 czerwca 1971 zbór stał się jedynym właścicielem użytkowanej dotychczas działki. Od Prezydium Kościoła otrzymano dotację na przeprowadzenie prac, wsparcia udzieliły także organizacje zagraniczne.
W zborze w tym okresie nastąpiło kilka konfliktów, wzajemnych oskarżeń i nieporozumień. W celu ich załagodzenia przeorganizowano jego zarząd. W 1973 nie posiadano już jednak pełnoetatowego pastora, ponadto zbór nie mógł już dalej organizować swoich nabożeństw w kaplicy baptystów. Henrykowi Jakubowskiemu, pełniącemu obowiązki przewodniczącego zboru, zarzucano m.in. brak zainteresowania wspólnotą, na skutek czego część wiernych zaczęła uczęszczać na nabożeństwa do baptystów, bądź spotykać się na nabożeństwach domowych. Ostatecznie Jakubowski wystąpił ze zboru.
12 września 1976 dokonano wyboru nowego pełniącego obowiązki przewodniczącego zboru, którym został Reinhard Pas. Zdecydowano również o przesunięciu terminu budowy nowej kaplicy.
W 1976 liczba członków kętrzyńskiego zboru razem z placówkami filialnymi wynosiła 20 osób, ponadto skupiał on 3 kandydatów na członków oraz 5 sympatyków (w tym 3 dzieci). Wszystkie spotkania i nabożeństwa odbywały się w mieszkaniu prywatnym przy ul. Sikorskiego 34/3. W niedzielę główne nabożeństwo prowadzone było o godz. 10:00, następnie o 18:00 odbywało się nabożeństwo budujące, natomiast w środy miały miejsce nabożeństwa modlitewne. Nie było szkółek niedzielnych oraz zespołu muzycznego.
4 czerwca 1978 otwarta została odbudowana kaplica przy ul. Powstańców Warszawy 33. W uroczystości udział wzięli członkowie Prezydium Rady ZKE oraz przedstawiciel Wydziału do Spraw Wyznań z Olsztyna.
W niedługim czasie doszło jednak do kolejnego kryzysu w zborze, związanego z wyjazdem przewodniczącego Reinharda Pasa do RFN i pozostawieniem go bez opieki. Efektem tego był rozłam w jego strukturach - w kaplicy spotykało się 10 osób, jednak bez osoby która mogłaby głosić kazania, zaś reszta dotychczasowych członków zaczęła uczestniczyć w nabożeństwach baptystycznych, warunkując swój powrót do KChWE mianowaniem nowego przewodniczącego. Reinhard Pas wrócił jednak do Kętrzyna i rozpoczął pracę pełniąc funkcję pastora. Przez niektórych wiernych były jednak wysyłane donosy do władz ZKE, zarzucające przewodniczącemu nieprawidłowości finansowe. Podczas zgromadzenia 2 września 1979 podczas głosowania nad stanowiskiem przewodniczącego Pas nie otrzymał wymaganej absolutnej większości głosów, wobec czego pełnił jedynie stanowisko pełniącego obowiązki przewodniczącego. Doprowadziło to po kilku miesiącach do jego kolejnego, stałego wyjazdu do RFN.

#### Ponowny rozkwit działalności
Od 1980 Pasa zaczął zastępować Władysław Plewiński ze zboru w Elblągu, który pełnił stanowisko zastępcy tamtejszego przewodniczącego, kaznodziei i opiekuna młodzieży. 15 marca 1981 kętrzyński zbór oficjalnie wybrał go na swojego nowego przewodniczącego. 29 kwietnia 1981 zamieszkał on wraz z żoną w budynku zborowym. Plewiński został kontynuatorem pracy misyjnej prowadzonej przez Teodora Maksymowicza, już w maju tego samego roku przeprowadził ewangelizację i chrzest. 31 lipca 1983 postanowiono o utworzeniu nowych zborów w miejscowościach nieobjętych działalnością kościołów ewangelicznych. W tym celu powołano wówczas misję o nazwie Zjednoczony Kościół Ewangeliczny Zbór w Kętrzynie Misja Ewangelizacyjna, na działalność której uzyskano zgodę władz państwowych. Pierwsze spotkania misyjne miały miejsce w Giżycku i Mrągowie. Działalność w Giżycku przyniosła szybkie efekty - 9 listopada 1983 zbór w Kętrzynie wystosował pismo do Prezydium Rady ZKE w celu pozyskania zgody na utworzenie placówki w Giżycku, gdzie 10-12 osób spotykało się już na nabożeństwach w mieszkaniu prywatnym.
27-29 kwietnia 1984 odbyła się ewangelizacja w Węgorzewie, a w dniach 7–8 lipca 1984 miała ona miejsce w Domu Kultury na zamku w Kętrzynie. Rosła liczba członków zboru w Kętrzynie, organizowane tu były kolejne ewangelizacje i koncerty.

### Zbór Kościoła Zielonoświątkowego w RP
W wyniku rozpadu Zjednoczonego Kościoła Ewangelicznego, 1 lutego 1988 część jego wiernych w Kętrzynie przystąpiła do Kościoła Chrześcijan Wiary Ewangelicznej. Pozostali członkowie utworzyli zbór Kościoła Zielonoświątkowego, zachowując dotychczasową siedzibę przy ul. Powstańców Warszawy.
Po podziale ZKE kętrzyński zbór Kościoła Zielonoświątkowego posiadał również placówki w Giżycku, Kandytach, Mrągowie i Węgorzewie. Kontynuowano pracę ewangelizacyjne-misyjną. Zajęcia szkółki niedzielnej prowadzone były przez żonę pastora Krystynę Plewińską i udział w nich brało 16 dzieci.
Na przełomie lipca i sierpnia 1990 prowadzono w Kętrzynie akcję ewangelizacji namiotowej, podczas której głoszono kazania, prowadzono rozmowy i projekcje filmów. Z biegiem czasu opiekę duszpasterską nad placówką w Giżycku zaczął pełnić zbór w Gołdapi, w związku z czym 7 lipca 1991 przeszedł on oficjalnie pod jego jurysdykcję.
Podczas wakacji 1991 podjęto decyzję o organizowaniu regularnej ewangelizacji ulicznej, co cieszyło się popularnością wśród mieszkańców miasta. Nastąpił napływ nowych, młodych wiernych. W samym 1991 ochrzczono 20 nowych członków.
W 1992 stanowisko diakona objął Daniel Rakotoson, doszło także do zmiany struktury Rady Zborowej, do której wybrano młodych, nowoochrzczonych członków zboru. Rok później zbór liczył już 137 wiernych, w tym 21 dzieci i 20 sympatyków, co czyniło go najliczniejszą placówką Kościoła Zielonoświątkowego w województwie olsztyńskim.
W kolejnych latach liczba członków zboru zaczęła się zmniejszać, co spowodowane było wyjazdami do większych miast na studia oraz w poszukiwaniu pracy. Miał na to również wpływ fakt, że dwaj dotychczasowi prężnie działający liderzy młodzieżowi wyjechali na studia do Warszawskiego Seminarium Teologicznego, a po ich ukończeniu rozpoczęli pracę w innych placówkach. W 1996 zbór liczył 96 wiernych, z czego 20 dzieci i 10 sympatyków.
29 lutego 2004 Arkadiusz Jurgiełajtis, dawny lider młodzieżowy, a od 2000 diakon, został mianowany pełniącym obowiązki pastora. Władysław Plewiński nadal sprawował jednak funkcję pastora zboru. 26 lipca 2005 miała miejsce ordynacja Jurgiełajtis na pastora, w związku z czym rozpoczął on samodzielną pracę w zborze, a dotychczasowy pastor przeszedł na emeryturę. Władysław Plewiński zamieszkiwał jednak dalej budynek zborowy i uczestniczył w jego życiu religijnym do 2010, kiedy razem z żoną wyjechał do Anglii, gdzie założyli oni Polski Kościół Chrześcijański w Yorku, a także przyczynili się do powstania kolejnych polskich wspólnot zielonoświątkowych w Kingston upon Hull, Leeds, Manchesterze i Scarborough. Od 2008 pastor Jurgiełajtis pełni funkcję prezbitera.
Liczba członków zboru w Kętrzynie w 2008 wynosiła 51 osób, w tym 12 dzieci i 6 sympatyków. Następuje stały wzrost liczby jego wiernych, która w 2016 osiągnęła 98 osób (wliczając 32 dzieci i 16 sympatyków). Prowadzona jest współpraca z innymi wyznaniami chrześcijańskimi.
W końcu drugiego dziesięciolecia XXI wieku prowadzone były starania w celu powołania placówek zboru w Reszlu i Srokowie, które zamieszkuje kilkoro wiernych kościoła.

## Współczesność
Nabożeństwa w kaplicy w budynku zborowym przy ul. Powstańców Warszawy 33 odbywają się w każdą niedzielę oraz środę. W trakcje nabożeństwa niedzielnego prowadzone są szkółki niedzielne dla dzieci. Ponadto codziennie, z wyjątkiem środy, mają miejsce spotkania modlitewne.
Raz w tygodniu zbór organizuje spotkania Otwarte serca, a w Reszlu - Coffee House. Natomiast raz na miesiąc odbywa się wieczór modlitewno-uwielbieniowy Boży czas, jak również spotkania dla kobiet Boskie dziewczyny.
Dla dzieci, oprócz szkółek niedzielnych, corocznie prowadzona jest akcja Gwiazdkowa Niespodzianka, w ramach której organizowane jest trwające tydzień półzimowisko, a także rozdawanie paczek świątecznych dla dzieci spoza zboru. Na bazie działającej tu w latach 2014-2017 drużyny Royal Rangers, utworzona została szkoła sztuki przetrwania.
Przy zborze działalność prowadzi punkt konsultacyjny dla osób uzależnionych. W celu opieki nad potrzebującymi powołana została Chrześcijańska Fundacja Dobroczynna „Otwarte serca”. Od lat 90. XX wieku prowadzona jest również działalność pośród więźniów Zakładu Karnego w Dublinach, jak również uchodźców w ośrodkach w Kętrzynie i Białymstoku. Odbywa się też ewangelizacja uliczna, w którą angażują się również członkowie innych zborów, w tym zagranicznych.